# Prosus
Prosus NV, o Prosus, è un gruppo di investimento globale, che investe e opera in settori e mercati con potenziale di crescita a lungo termine. È tra i maggiori investitori tecnologici al mondo.

## Storia
Prosus ha investito in più settori, tra cui social network, videogiochi, pagamenti e fintech, edtech, consegna di cibo ed e-commerce. I prodotti e i servizi delle sue attività e investimenti sono utilizzati da oltre 1,5 miliardi di persone in 89 mercati. Prosus è di proprietà della multinazionale sudafricana Naspers, azionista di maggioranza. Nel settembre 2019 le azioni ordinarie di Prosus sono state quotate su Euronext Amsterdam e, come quotazione secondaria, sulla Borsa di Johannesburg. In seguito alla sua IPO, Prosus è diventata la più grande società internet di consumo in Europa in termini di valore patrimoniale. Le azioni della società si sono impennate al debutto, sebbene la società fosse scambiata con uno sconto significativo rispetto al valore del suo portafoglio di partecipazioni.